# Heinz Seesing

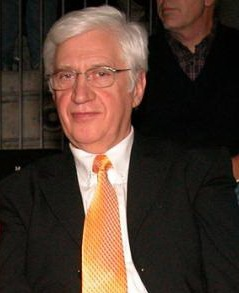
Heinz Seesing (2010)

Heinrich Alfons „Heinz“ Seesing (* 28. Oktober 1937) ist ein ehemaliger deutscher Veranstalter.
Heinz Seesing wuchs in einem Anwesen an der Bischofsmühle in Coesfeld als eines von sieben Geschwistern auf. Er machte eine kaufmännische Lehre und arbeitete anschließend 30 Jahre lang verantwortlich in der Veranstaltungsorganisation der Stadthalle Bremen, zuletzt als Geschäftsführer. In Bremen belebte er 1965 das dortige Sechstagerennen, das heute als einziges neben dem Berliner noch besteht.
1995 ging Seesing, eigentlich schon im Ruhestand, nach Berlin, um dort das Sechstagerennen, das zuletzt 1990 in der Deutschlandhalle ausgetragen worden war, im neuen Velodrom wieder aufleben zu lassen. Bis 2013 war Heinz Seesing als Geschäftsführer der Berliner Sechstagerennen GmbH Chef dieser Veranstaltung im Berliner Velodrom. Über Jahrzehnte engagierte er sich im Verband Deutscher Radrennveranstalter (VDR), dessen Präsident er auch war und zum Ehrenpräsidenten ernannt wurde, sowie in der internationalen Veranstalter-Gemeinschaft Union Internationale des Vélodromes für Sechstagerennen. 2013 verkaufte er aus Altersgründen seine Anteile an der GmbH an seinen langjährigen Kompagnon Reiner Schnorfeil, der das Unternehmen wiederum zwei Jahre später an die britische Madison Sports Group veräußerte.
Seesing lebt mit seiner Frau Dagmar auf seinem Anwesen an der Bischofsmühle. 1984 wurde die Mühle unter Denkmalschutz gestellt, und Seesing ließ das historische Gebäude über Jahre umfangreich restaurieren.
2007 wurde Heinz Seesing mit dem Bundesverdienstkreuz am Bande ausgezeichnet. Vom Bund Deutscher Radfahrer wurde er 2013 mit der Ehrennadel in Gold geehrt.